# Protea humiflora
Protea humiflora (лат.) — стелющийся кустарник, вид рода Протея (Protea) семейства Протейные (Proteaceae), эндемик Южной Африки.

## Таксономия
Протея P. humiflora впервые была описана венгерским ботаником Генри Кренком Эндрюсом.

## Описание
Protea humiflora — кустарник с рыхлыми и рассеянно стелющимися гладкими ветвями более 45 см в длину. Листья раскидистые 5-8 см в длину, 3-4 мм в ширину, линейные, могут быть слабо утончены у основания, с нечёткими прожилками, но с отчётливой средней жилкой, зелёные, гладкие. Цветочные головки одиночные у оснований ветвей до 3,5 см в длину и 5 см в диаметре; цветоложе 18 мм высокое, коническое; яйцевидное. Обволакивающие прицветники 7-рядные, густо опушены; наружные ряды яйцевидные, тупые, от слабо опушенных до гладких; внутренние ряды прицветников продолговатые или лопатковидно-продолговатые, от рыжевато-опушённых до шелковисто-войлочных, равны по длине цветкам или немного короче.

## Распространение и местообитание
Protea humiflora — эндемик Капских провинций Южной Африки. Встречается в прибрежном регионе у Стелленбоса, горах Готтентотс-Холленд.

## Охранный статус
Международный союз охраны природы классифицирует природоохранный статус вида как «вызывающий наименьшие опасения».